# 黄峭
黃峭（872年5月25日—953年12月18日），名嶽，字峭山，又字仁静，号青岗，建州绥城县昼锦乡和平里坎头村上井人（今福建省邵武市和平镇坎头村上井），生于唐朝咸通十三年四月十五日戌时（西元872年5月25日）。

## 生平
黄峭自幼聪颖有胆略，唐昭宗年间，邵武灾害、兵乱频繁，黄峭散家财，组织义兵自保。陇西郡王李克用见其有才，招为千戶長。乾宁十年（895年），随李克用平定李茂贞、秦宗权、王行瑜有功，升千戶侯管江浙两广军务。次年叛軍李茂貞陷京，昭宗遷華州，黃峭以兵助王有功，擢工部侍郎。天佑元年(公元904年)朱全忠殺唐昭宗，舉哀帝。天佑四年，朱全忠殺哀帝，篡唐改梁称帝，唐滅。黄峭絕食數日以示不忍，其後弃官归乡，邵武南鄉畫錦里，建和平書院以教育乡人子弟。后周广顺三年十一月初十日巳时(公元953年12月18日)，黃峭逝世，享年八十二。
黄峭娶三妻（官氏、吳氏、鄭氏），各生七個兒子，共有兒子二十一個，有孫百餘人。951年，黃峭將十八個兒子遣至各地，有「遣子詩」云：“漫云富貴由天定，三七兒郎當自強。”他是峭山黃氏的始祖，子孙遍布福建、江西、广东、台湾。
一些记载中黄峭曾荣登进士，而也有考证其并非进士出身。

## 诗作

### 遣子詩（外八句）
駿馬匆匆出異方(鄉)，任從勝地立綱常。
年深外境猶吾境，日久他鄉即故鄉。
朝夕莫忘親命語，晨昏須薦祖宗香。
但願蒼天垂庇佑，三七男兒總熾昌。

### 遣子詩（內八句）
一脈流傳籓異方，八言遺囑實非常。
子孫追本敦前境，世代尋源仍故鄉。
鼎案碎全遵命語，牲儀腥熟薦馨香。
宗公祖列垂庇佑，三七分房俱克昌。

### 三夫人囑子詩
<上官夫人>
實郎峭老有三妻，官吳鄭氏七子齊。
創業興家離祖地，歸來報命省親幃。
<吳夫人>
吾年九八難相會，奕葉分枝為汝題。
倘有富貴與貧賤，相逢須念同根蒂。
<鄭夫人>
禱告蒼天往各鄉，官吳鄭氏三七郎。
奉奏公命吾兒去，投轍綿綿奕世昌。